# محمد سعید جراده
محمد سعید جراده شاعر یمنی ست. او در سال ۱۹۲۷ در شهر شیخ عثمان در استان عدن متولد شد. او در نزد محققان شهرش تحصیل کرد؛ و در سن ۱۳ سالگی به سرودن شعر روی آورد. همچنین او ۲۵ سال به عنوان یک معلم کار کرده‌است. او عضو اتحادیه نویسندگان و شاعران یمن است.

## کارهای او
او کارهای زیر را انجام داده‌است:
- فردوس القرآن (دیوان شعر، آدن ۱۹۶۲).
- مشاعل الدرب (دیوان شعر، چاپ شده ۱۴ أکتوبر عدن ۱۹۷۱).
- للیمن حبی (دیوان شعر، چاپ شده ۱۴ أکتوبر عدن ۱۹۷۱).
- وجه صنعاء (دیوان شعر، دارالحریة چاپ و نشر بغداد ۱۹۷۶).
- الأعمال الکاملة (دیوان شعر، وزارت فرهنگ عدن ۱۹۸۸).